# Sandra Ravel
Sandra Ravel (Milán, 16 de enero de 1910–Milán, 13 de agosto de 1954) fue una actriz teatral y cinematográfica italiana.

## Biografía
Nacida en Milán, Italia, su verdadero nombre era Alessandra Winkelhauser Ratti. Desde finales de los años 1920 se dedicó al teatro de variedades, iniciándose en el cine en 1930, actuando en sus comienzos, entre otras, en la película italiana La stella del cinema, aunque a lo largo de su carrera también actuó en producciones francesas y estadounidenses.
Tras casarse con el actor Maurizio D'Ancora, compañero de trabajo en varias películas, dejó el cine para dedicarse a la vida en familia. Sandra Ravel falleció en Milán, Italia, en 1954.

## Selección de su filmografía
- L'Énigmatique Monsieur Parkes, de Louis J. Gasnier (1930)
- Those Three French Girls, de Harry Beamount (1930)
- War Nurse, de Edgar Selwyn (1930)
- Single Sin, de William Nigh (1931)
- This Morning Age, de Nick Grinde (1931)
- La stella del cinema, de Mario Almirante (1931)
- Paradiso, de Guido Brignone (1932)
- Une Étoile disparaît, de Robert Villers (1932)
- La Méthode Crollington, de André Bay (1932)
- Sette giorni cento lire, de Nunzio Malasomma (1933)
- Al buio insieme, de Gennaro Righelli (1933)
- La voce lontana, de Guido Brignone (1933)
- La casa del peccato, de Max Neufeld (1938)
- Una moglie in pericolo, de Max Neufeld (1939)
- Ballo al castello, de Max Neufeld (1939)
- Due milioni per un sorriso, de Carlo Borghesio y Mario Soldati (1939)
- Ho visto brillare le stelle, de Enrico Guazzoni (1939)